# 安集海站
安集海站是位于新疆维吾尔自治区沙湾县安集海乡的一个铁路车站，邮政编码832116。车站建于1987年8月10日，有北疆铁路经过该站，不办理客货运业务，车站及其上下行区间均为电气化区段。车站距离乌鲁木齐站204公里，隶属乌鲁木齐铁路局，是五等站，主要担负着接发列车业务。2002年车站荣获铁道部全路红旗团支部荣誉称号，2003年荣获新疆自治区青年文明号荣誉称号。由于乌精二线修双线，于2009年11月25日正式关闭。